# ソビエト・ウクライナ戦争
ソビエト・ウクライナ戦争（ソビエト・ウクライナせんそう、ウクライナ語: Українсько-радянська війна）は、1917年12月から1921年11月にかけてウクライナの支配を巡って、キーウを首都とするウクライナ人民共和国と、ロシア・ソビエト連邦社会主義共和国およびその傀儡政権ウクライナ・ソビエト社会主義共和国との間に行われた戦争である。十月革命後に起こった紛争の一つ。ソビエト派の勝利で終わった。戦争中にウクライナの人口が著しい被害を受け、10人に1人が死亡した。1922年12月にウクライナ・ソビエト社会主義共和国はロシアが指導するソ連へ取り込まれた。
なお、ウクライナやロシアではこの時期にそれまでのユリウス暦からグレゴリオ暦へ変更していることに注意。

## 第一次ソビエト・ウクライナ戦争

### 背景
第一次世界大戦中の1917年の二月革命後のキーウでは、フルシェフスキーらのウクライナ中央ラーダ（ラーダは「評議会」、ロシア語の「ソビエト」の意）によってウクライナ民族運動が再興した。しかし、ロシア臨時政府はウクライナ中央ラーダによるウクライナ化政策をめぐって対立した。
十月革命後の10月にキーウで臨時政府とボリシェヴィキとが軍事衝突を開始すると、ラーダはボリシェヴィキ側に立った。
1917年11月の憲法制定会議の選挙ではウクライナ社会革命党が52%の票を獲得し、ウクライナ共産党（ボリシェヴィキ）は10%にとどまった。

### ソビエト軍によるキエフ侵攻
臨時政府降伏後、ラーダが権力を掌握し、1917年11月22日、ウクライナ人民共和国が成立したが、これに反発したボリシェヴィキは12月11日に「第一回ウクライナ・ソビエト大会」を開催して人民書記局を選出し、赤軍が占拠したハリコフにソビエト政府を樹立する動きをみせた。ハリコフでのソヴィエト会議は、そのほとんどがロシア人だった。
アントノフ・オフセエンコ (Vladimir Antonov-Ovseenko) 率いる3万の革命遠征軍が12月上旬、ウクライナに侵攻した。
1917年12月16-18日のキーウのソヴィエト会議での選挙でもウクライナ共産党（ボリシェヴィキ）は11 %しか獲得できず、事実上否認された。
12月25日、ボリシェビキの傀儡政権であるウクライナ人民共和国(ソビエト派)がハリコフで樹立を宣言した。
1918年
- 1月、革命遠征軍がキーウに総攻撃を開始した。
- 1月9日、中央ラーダは第四次宣言で独立を宣言した。キーウのラーダ軍は約18000人の兵力であった。
- 1月23日、ソビエト軍はのドニエプル左岸に到達し、1月24-25日にキーウへ攻撃した。
- 1月26-27日にキーウのラーダ軍はキーウを脱し、西へ向かった。ラーダ・ウクライナ人民共和国はドイツ帝国・オーストリア＝ハンガリー帝国との単独講和を1月27日(新暦2月9日)にブレストで締結した。このブレスト講和はウクライナ人民共和国を国際的にはじめて承認したものだった。
- 1月28日、キーウにソビエト政権（ウクライナ・ソビエト政府人民書記局）が樹立した。ラーダ軍が戻ってくるまでの二週間、ムラヴィヨフのソビエト軍は少なくみつもっても2000人のウクライナ市民を無差別に逮捕し処刑した。
- 1月29日、クルーティの戦い
- 2月12日、ハリコフのモスクワ傀儡政権が、赤軍とともにキーウに侵入した。この際、ボリシェヴィキは10人1組の「食料派遣隊」を伴っており、これはレーニンの穀物を送れという命令に基づいて農村の穀物を没収する部隊だった。1918年2月18日から3月9日までにヘルソン州だけで1090車両の穀物がロシアに発送された。ドイツ軍、オーストリア軍が迫ると、ボリシェヴィキは退却し、4月にウクライナソビエト政府は解散した。
- 2月16日にラーダ軍はキーウに50万のドイツ軍とともに入城した。
- 2月26日にオーストリア軍25万がキーウに入った。
- 3月3日にはドイツ・オーストリアの中央同盟国とロシア共和国およびウクライナのボリシェヴィキ政府との間でブレスト＝リトフスク条約が締結された。

## 第二ソビエト・ウクライナ戦争

### ロシアのウクライナへの再侵攻
1918年11月11日に第一次世界大戦でドイツ軍、オーストリア軍が敗北すると、11月17日にロシアはウクライナ・ソビエト戦争の再開の準備を進め、モスクワでウクライナの傀儡政権「ウクライナ臨時労働者・農民政府」が成立する。ソビエトは再び、ウクライナ侵攻を計画した。12月19日にスコロパードシキーの政権が倒され、執政内閣政権が成立し、国号は再びウクライナ人民共和国になると、その翌日の12月20日、赤軍が宣戦布告なしでウクライナへ攻め入る。12月31日、1919年1月3日、1月4日、1月9日にウクライナ執政内閣が4度にわたりロシア政府に和解を提案するが、すべて無視されたため、1月16日にウクライナ執政内閣はロシア政府に対し戦争布告する。
1919年1月6日、ハリコフでソビエトの傀儡政権としてウクライナ・ソビエト社会主義共和国樹立が宣言された。
- 1月22日：キーウでウクライナ人民共和国と西ウクライナ人民共和国との併合を宣言する。
- 2月5日にソビエト軍がキーウを占領する。ウクライナの執政内閣は右岸ウクライナに避難する。ソビエトは、2月11日にウクライナに対して、一人当たり消費量を130kgとしてそれを超える「余剰穀物」の徴発を命じ、3月19日には82万トンの穀物の徴発を命じた[3]。計画では1919年中に231万7000トンの穀物を徴発する予定であったが、実際に徴発されたのは42万3000トンにとどまった[3]。

こうしたボリシェヴィキの強硬策に対してウクライナでは反発が強まり、ウクライナでは1919年4月に93回、5月に29回、6月に63回の暴動が発生。4月から7月までに合計300回の暴動が発生した。

### ウクライナ軍の反攻
5月7日、ソビエト軍がポジーリャへ乱入。5月24日、ウクライナの執政内閣はポーランド軍と和議を結び、7月16日にウクライナ軍が反撃を開始し、ソビエト軍をポジーリャから追い出す。その後ウクライナ軍は反攻し、8月12日にヴィーンヌィツャを、8月21日にはジトーミルを、8月31日にはキーウを解放する。
1919年8月、デニーキンの白軍が侵攻し、赤軍はウクライナ東部から撤退した。その間、ドニエプル川西部にウクライナ人民共和国が再建された。
10月2日、モスクワはウクライナソビエト政府を解散させ、ボリシェヴィキは、ウクライナ支配の失敗の原因をウクライナの民族主義にみた。

#### 第一冬期作戦
1919年11月6日、ウクライナ軍の一部が白軍に寝返る。ウクライナの執政内閣が再びポジーリャ地方へ撤退し、12月4日にはウクライナ執政内閣が白軍・ソビエトの赤軍・ポーランド軍に囲まれる。ウクライナ軍が正式な軍事行動を止め、白軍・赤軍の支配地域においてゲリラ戦を開始し、翌1920年5月6日までウクライナの中部で第一冬期作戦を実行する。

### ペトリューラ亡命政府のポーランドとの連携とポーランド・ソビエト戦争
1920年4月21日、ウクライナ人民共和国の亡命政府（ペトリューラ）がポーランド政府と攻守同盟を結ぶと、4月25日にポーランド・ソビエト戦争が開始。5月7日にはポーランド・ウクライナ同盟軍がキーウを解放する。
ソビエト軍は6月14日にキーウを奪還し、8月には西ウクライナを占領する。8月15日にワルシャワの戦いでソビエト軍の進行が撤退へ交替する。
10月18日：ポーランド政府がソビエト政府と和議を結ぶ。ウクライナ軍が独断で戦闘を続け、ウクライナの中部で第二冬期作戦を実行する。11月21日、ウクライナ軍はポーランド領へ撤退するが、ポーランド政府により強制収容所へ送られて抑留される。
1921年3月18日：ポーランド、ソビエトの両政府がリガ条約を結び、ウクライナが分割される。西ウクライナはポーランド領、中部・東ウクライナはソビエト領となる。
1921年4月にはウクライナ人民共和国の亡命政府がポーランドの首都ワルシャワを離れてフランスのパリへ移った。

### ソビエト連邦成立
ロシア内戦で赤軍が勝利し、さらにポーランドとの講和も成立、1921年10月にはクリミア自治ソビエト社会主義共和国のロシア帰属が決定され、1922年12月30日にウクライナ・ソビエト社会主義共和国もその一員となるソビエト連邦が成立した。

## タイムライン

### 1917年
- 10月7日：十月革命によりロシア臨時政府が崩壊し、ソビエト政権が成立。
- 11月20日：キーウでウクライナ中央ラーダがウクライナ人民共和国の樹立を宣言する。
- 12月11日：これに反発したボリシェヴィキは「第一回ウクライナ・ソビエト大会」を開催して人民書記局を選出し、ハリコフにソビエト政府を樹立した[1]。
- 12月17日：ソビエトのロシア政府がウクライナ中央ラーダに最後通牒を送信する。
- 12月25日：ソビエトのロシア軍がウクライナ人民共和国へ侵攻。
- 12月26日：ソビエト軍がハルキウを占領し、ソビエト系ウクライナの傀儡政権を立てる。

### 1918年
- 1月9日
  - 中央ラーダは第四次宣言でウクライナ独立を宣言した[1]。
  - ソビエト軍がカテリノスラウを占領する。
- 1月14日、キーウ近郊のクルティ駅で大学生を中心としたキーウのラーダ軍はソビエト軍に撃破された[1]。
- 1月15日：ソビエト軍がアレクサンドロフスクを占領する。
- 1月16日：ソビエト軍がコノトープを占領する。
- 1月19日：ソビエト軍がフルーヒウを占領する。
- 1月28日：ソビエト軍のスパイがキーウで蜂起を起こす。
- 1月29日：クルーティの戦い。ウクライナの300人の青年隊が4千人のソビエト軍に敗れる。
- 2月8日：ソビエト軍がキーウを占領する。
- 2月8日：ブレスト＝リトフスクで、中央ラーダはウクライナの政府としてドイツ帝国・オーストリア＝ハンガリー帝国と同盟を結ぶ。
- 2月24日：ドイツ・ウクライナの同盟軍がウクライナ解放を開始する。
- 2月27日：オーストリア・ウクライナの同盟軍がウクライナ解放を開始する。
- 3月1日：ドイツ・オーストリア・ウクライナの同盟軍がキエフを解放する。
- 3月14日：レーニンの命令によりソビエト軍が部隊のウクライナ化を始める。
- 4月29日：ウクライナの中央ラーダに代わってスコロパードシキー大将の政権が成立。国号はウクライナ国となる。

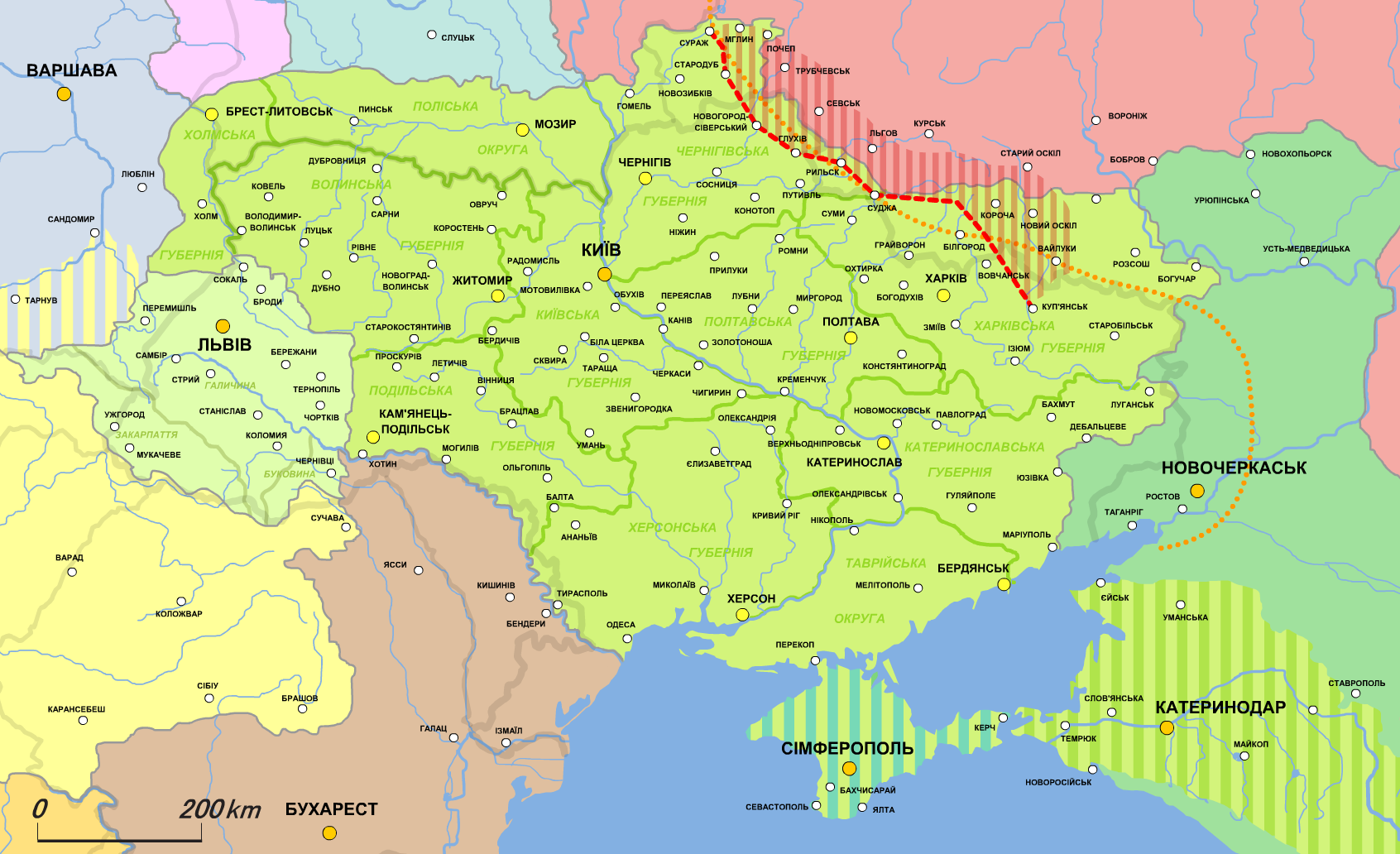
ウクライナ国
ロシア
1918年の和議による境界

- 6月12日：ウクライナ国とソビエトのロシアが和議を結ぶ。
- 11月17日：第一次世界大戦においてドイツ・オーストリアの敗北に伴い、ロシアがウクライナ・ソビエト戦争の再開の準備を進める。モスクワでウクライナの傀儡政権「ウクライナ臨時労働農民政府」が成立する。
- 12月19日：スコロパードシキーの政権が倒され、執政内閣政権が成立。国号は再びウクライナ人民共和国。
- 12月20日：ソビエト軍が宣戦布告なしでウクライナへ攻め入る。
- 12月31日、1919年1月3日、1月4日、1月9日：ウクライナの執政内閣が4度にわたりロシア政府に和解を提案するが、すべて無視される。

### 1919年
- 1月16日：ウクライナの執政内閣が一方的にロシア政府に対し戦争布告する。
- 1月6日：ハルキウでソビエトの傀儡政権としてウクライナ・ソビエト社会主義共和国樹立宣言。首都はハルキウ。
- 1月22日：キーウでウクライナ人民共和国と西ウクライナ人民共和国との併合を宣言する。
- 2月5日：ソビエト軍がキーウを占領する。ウクライナの執政内閣が右岸ウクライナに避難する。
- 5月24日：ウクライナの執政内閣はポーランド軍と和議を結び、ポジーリャ地方で拠点を置く。
- 5月7日：ソビエト軍がポジーリャへ乱入。
- 7月16日：ウクライナ軍が反撃を開始し、ソビエト軍をポジーリャから追い出す。
- 8月12日：ウクライナ軍がヴィーンヌィツャを解放する。
- 8月21日：ウクライナ軍がジトーミルを解放する。
- 8月31日：ウクライナ軍がキーウを解放するが、白軍の前に撤退する。
- 11月6日：ウクライナ軍の一部が白軍に寝返る。ウクライナの執政内閣が再びポジーリャ地方へ撤退する。
- 12月4日：ウクライナの執政内閣が白軍・ソビエトの赤軍・ポーランド軍に囲まれる。ウクライナ軍が正式な軍事行動を止め、白軍・赤軍の支配地域においてゲリラ戦を開始する。
- 12月4日‐1920年5月6日：ウクライナ軍がウクライナの中部で第一冬期作戦を実行する。

### 1920年
- 1920年4月21日：ウクライナ人民共和国の亡命政府（ペトリューラ）がポーランド政府と攻守同盟を完結する。
- 4月25日：ポーランド・ソビエト戦争開始。ウクライナ軍がポーランド軍に味方する。
- 5月7日：ポーランド・ウクライナの同盟軍がキエフを解放する。
- 6月14日：ソビエト軍がキーウを奪い返す。
- 8月：ソビエト軍が西ウクライナを占領する。
- 8月15日：ワルシャワの戦い。ソビエト軍の進行が撤退へ交替する。
- 10月18日：ポーランド政府がソビエト政府と和議を結ぶ。ウクライナ軍が独断で戦闘を続け、ウクライナの中部で第二冬期作戦を実行する。
- 11月21日：ウクライナ軍がポーランド領へ撤退するが、ポーランド政府により強制収容所へ送られて抑留される。

### 1921年
- 1921年3月18日：ポーランド、ソビエトの両政府がリガ条約を結び、ウクライナが分割される。西ウクライナはポーランド領、中部・東ウクライナはソビエト領となる。
- 4月：ウクライナ人民共和国の亡命政府がポーランドの首都ワルシャワを離れてフランスのパリへ移った。

### 1922年
- 1922年12月30日：ソ連結成。ウクライナ・ソビエト社会主義共和国はその一員となる。